# Hierodula formosana
Hierodula formosana es una especie de mantis de la familia Mantidae.

## Distribución geográfica
Se encuentra en Taiwán, Malasia, Sumatra y la isla de Sunda.